# Морозов-Поплевин, Григорий Васильевич
Григорий Васильевич Морозов-Поплевин (ум. 1556) — русский военный и государственный деятель, сын боярский и голова, затем окольничий, боярин и воевода, старший из трёх сыновей боярина и воеводы Василия Григорьевича Морозова-Поплевина. Младшие братья — Владимир и Пётр Васильевичи Морозовы-Поплевины.

## Биография
В августе 1538 года Григорий Васильевич Морозов служил головой у воеводы князя Ивана Фёдоровича Бельского в большом полку «на берегу» под Коломной. В июне 1539 года — второй голова в большом полку под Коломной.
В декабре 1547 года участвовал среди прочих бояр и окольничих в походе царя Ивана Васильевича Грозного «для казанского дела в Володимер и в Нижней Новгород». В декабре 1548 года — второй воевода большого полка «на Коломне по нагайским вестем».
Осенью 1549 года «з Дмитриева дни» Г. В. Морозов послан командовать передовым полком в Коломну. В 1550 году «с Николина дни вешняго» — первый воевода «в Нижнем Новегороде… за городом». В апреле 1551 года водил полк левой руки под Казань для охраны вновь строившейся русской крепости на Свияжском городище.
В 1556 году боярин и воевода Григорий Василевич Морозов скончался, оставив после себя трёх сыновей: Петра, Льва и Ивана.